# Miguel Alvariño
Miguel Alvariño (As Pontes de García Rodríguez, 31 mei 1994) is een Spaans boogschutter.

## Carrière
Alvariño nam deel aan de Olympische Spelen in 2016. Hij wist in de eerste ronde te winnen van de Fransman Lucas Daniel maar verloor in de tweede ronde van Lee Seung-yun. Hij nam ook deel aan de landencompetitie samen met Antonio Fernández en Juan Ignacio Rodríguez, ze werden achtste.
Op de Europese Spelen in 2015 wist hij goud te veroveren individueel en zilver in de landencompetitie. Op de Middellandse Zeespelen in 2018 wist hij met Spanje brons te veroveren.
Hij wist in de World Cup 2015 goud te veroveren in de finale, en wist nog drie keer een medaille te winnen.

## Erelijst

### Europese Spelen
- 2015:  Bakoe (individueel)
- 2015:  Bakoe (team)

### Middellandse Zeespelen
- 2018:  Tarragona (team)

### World Cup
- 2015:  Mexico-Stad (finale, individueel)
- 2016:  Medellín (team)
- 2016:  Medellín (individueel)
- 2018:  Antalya (gemengd)